# Stazione di Baruccana
La stazione di Baruccana era una fermata ferroviaria posta sulla linea Saronno–Seregno, a servizio dell'omonimo centro abitato, frazione del comune di Seveso.

## Storia
La fermata fu aperta nel 1887 assieme al tronco Saronno-Seregno che completava la linea da Novara a Seregno.
Dal 1958, con la cessazione del servizio viaggiatori sul tronco Saronno–Seregno, la fermata venne disattivata.
A seguito dei lavori di riqualificazione della Saronno-Seregno, avvenuti tra il 2010 e il 2012, l'impianto non venne riaperto all'esercizio in quanto fu sostituito dalla nuova fermata di Seveso-Baruccana posta circa quattrocento metri più a ovest. Il vecchio fabbricato viaggiatori venne demolito nell'ottobre 2015.